# Ködfoltos párduc

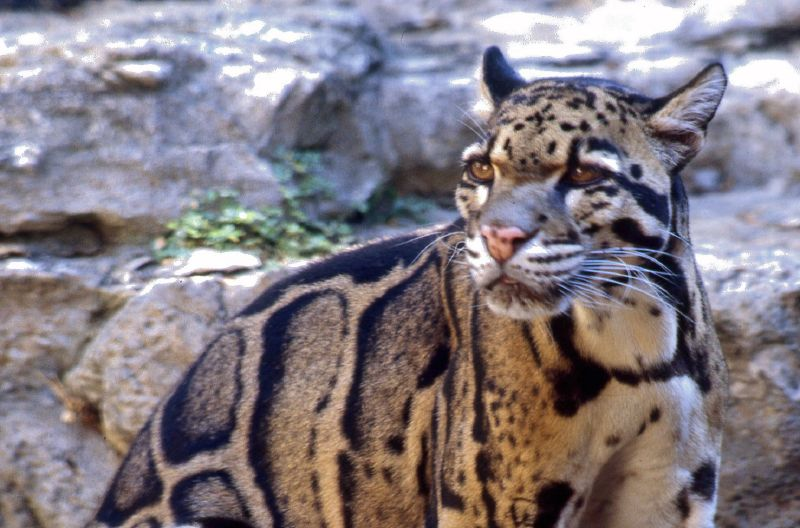

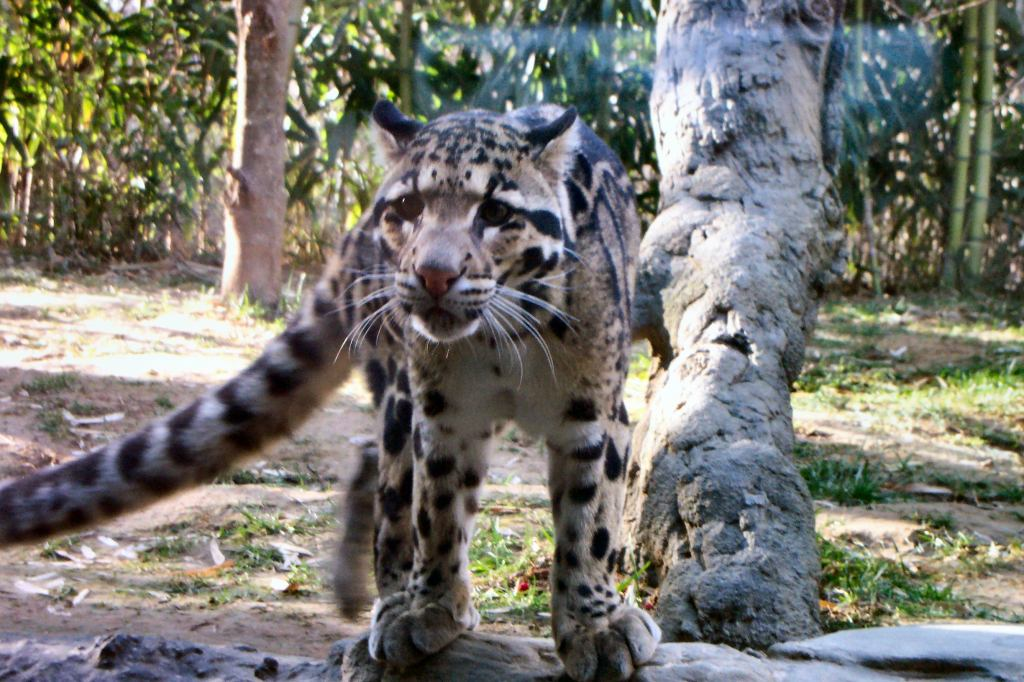
Ködfoltos párduc a Nashville-i Állatkertben

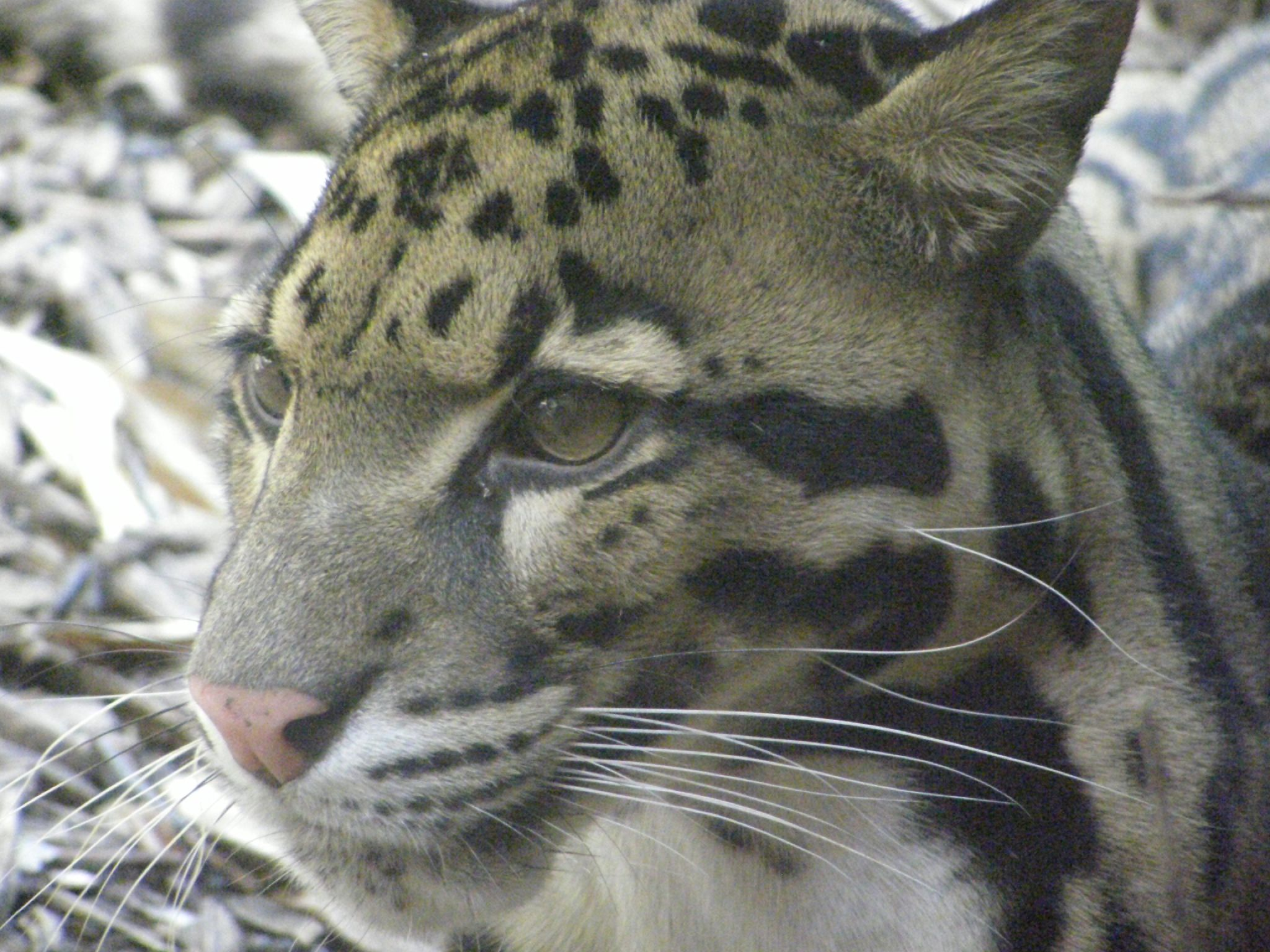
Ködfoltos párduc közeli portréja

A ködfoltos párduc (Neofelis nebulosa) a ragadozók (Carnivora) rendjébe és a macskafélék (Felidae) családjába tartozó faj. Korábban úgy vélték, hogy sajátos koponyaszerkezete alapján nemének egyetlen képviselője, de az amerikai Nemzeti Rákkutató Intézet (US National Cancer Institute) kutatói felfedezték, hogy a Borneón és Szumátrán élő változata, a borneói ködfoltos párduc (Neofelis diardi), önálló fajt képvisel.

## Megjelenése
61–106 centiméter hosszú, súlya 11–23 kilogramm. Bundája színe világos-sárgásbarnába hajló, gyakran halvány mintázattal, hátán részleges dupla csík fut. Sárgásbarna, homokszínű bundáját jellegzetes, szabálytalan formájú, leginkább felhőhöz hasonlító, sötét szélű foltok díszítik – ezekről kapta általános és tudományos nevét is.
Teste zömök, szemfogai az élő macskafélék közül arányosan a leghosszabbak (több mint 5 centiméteresek).
Ez a korai kutatókat arra a megállapításra juttatta, hogy valószínűleg nagy testű szárazföldi állatokra vadászik. Azonban, mivel ezen faj vadonban elfoglalt élőhelye feltűnően kicsi, manapság inkább úgy véljük, hogy elsődleges zsákmányát fán élő emlősök, főleg gibbonfélék és makákók alkotják, melyet kisemlősökkel, madarakkal, szarvasfélékkel, gyalogsülfélékkel és háziállatokkal egészít ki.
Abból a tényből adódóan, hogy fő zsákmányállata fán él, a ködfoltos párduc kitűnő mászó. Rövid, rugalmas lábainak, nagy mancsainak és éles karmainak együttes hatása nagyon magabiztossá teszi. A ködfoltos párducok farka olyan hosszú, mint testük, ezzel is segítve az állatot az egyensúlyozásban. Meglepő módon a macskák úgy is másznak, hogy az ágak alján kapaszkodnak, fentről lefelé lógva és fejjel lefelé másznak le a fatörzsekről.

## Élőhelye
Elterjedési területe Dél-Kínára, a Himalája keleti részére, Északkelet-Indiára és Délkelet-Ázsiára terjed ki. Tajvanon élő alfaja kihalt.
Kedvelt élőhelyük az akár 2000 méteres magasságban lévő trópusi és szubtrópusi esőerdők, azonban néha a mangróvemocsarakban és a füves területeken is feltűnnek.

## Alfajok
- †Neofelis nebulosa brachyurus – Tajvan (kihalt)
- Neofelis nebulosa macrosceloides – Nepáltól Mianmarig
- Neofelis nebulosa nebulosa – Dél-Kína, Mianmar keleti része

Korábban Neofelis nebulosa diardi néven alfajként tartották számon a Szumátra és Borneó szigetén élő borneói ködfoltos párducot, a közelmúltban azonban genetikai különbözősége miatt önálló faj státuszába emelték.

## Életmódja
A ködfoltos párduc fán él, és olyan mókusszerű képességekkel rendelkezik, mint a dél-amerikai tigrismacska. Fogságban a ködfoltos párducok ösztönszerűen a hátsó lábaikon függeszkednek, hosszú farkukat lengetve egyensúlyoznak és fejjel lefelé szaladnak le a fatörzseken. A vadonbeli viselkedésük kevéssé ismert, azonban valószínűsíthető, hogy többnyire fán élnek és kedvelt vadászmódszerük, hogy a fákról ugranak a kiszemelt zsákmányra.
A ködfoltos párduc viselkedése nagyrészt ismeretlen az állat rejtőzködő természete miatt. Az összetartás és a falkaösztön nyilvánvaló hiánya miatt, feltételezhetően magányos élőlények. Bizonyára csak akkor állnak össze más egyedekkel, amíg a szaporodáshoz és kölyökneveléshez kapcsolódó tevékenységek lefoglalják őket. Míg egykor azt feltételezték, hogy a ködfoltos párduc csak éjszaka aktív, manapság a macskákat már nappal is megfigyelték.

## Szaporodása
A nőstények 85–93 napig tartó vemhességi időszakot követően 1–5 kölyöknek adnak életet. A kicsik vakok és segítségre szorulnak, mint sok más macskafélénél. A felnőttekétől eltérően a kölykök foltjai „nem feltűnőek” – inkább teljesen sötét foltok, mint sötét gyűrűk. A fiatalok a megszületésüket követő körülbelül 10. napon kezdenek el látni, 5 héten belül lesznek aktívak és valószínűleg körülbelül 10 hónapos koruktól függetlenek. A ködfoltos párducok ivarérettségüket kétéves korukra érik el és a nőstények minden évben egy almot ellenek. A fogságban élő felnőttek akár 17 évig is élhetnek: a vadonban ez az élettartam valószínűleg rövidebb. Ezek a számadatok reményt adhatnak, hogy odafigyelés mellett számuk növekedhet.
Ezen tények ellenére a fogságban végzett szaporítóprogram a korai szakaszokban kevés sikert ért el, nagyon valószínű, hogy ez amiatt van, mert a nőstényeket gyakran megölik az agresszív hímek. Azonban az ápolók tapasztalatai szerint előnyt jelenthet, hogy a fiatal korhoz köthető párosodás gyakran sikeres.

## Természetvédelmi helyzete
Mivel a ködfoltos párducot nehéz a terepen tanulmányozni, megbízható becslés a populáció méretéről nem létezik. Az egyre kiterjedtebb erdőirtások következtében élőhelyük elvesztése és a kínai gyógyászatban történő felhasználásuk miatt elterjedt vadászatukból eredően a ködfoltos párducok populációja hanyatlik.
A CITES (egyezmény a veszélyeztetett vadon élő állat és növényfajok nemzetközi kereskedelméről) az I. függelékben szereplő fajok közé sorolja a ködfoltos párducot. Ez azt jelenti, hogy ez a faj mind közül a legveszélyeztetettebb. Az egyezmény tiltja az I. függelékben szereplő fajok nemzetközi kereskedelmét, kivéve különösen fontos okokból, mint például tudományos kutatás céljából. Az Egyesült Államok a ködfoltos párducot szintén a veszélyeztetett fajok közé sorolja, továbbá tiltja az állatok, azok testrészeinek, illetve a belőlük készült termékek kereskedelmét. Természetes élőhelyüket felügyelő országokban a ködfoltos párducok vadászata tiltott, azonban ezeket a tiltó rendelkezéseket néhányan megszegik.
Állatkertekben nem túl gyakori faj, sokkal ritkábban tartják, mint a többi nagymacskát. Magyarországon csak a Szegedi Vadasparkban él kettő fiatal egyed a fajból.